# Prasophyllum nichollsianum
Prasophyllum nichollsianum là một loài thực vật có hoa trong họ Lan. Loài này được Rupp miêu tả khoa học đầu tiên năm 1942.